# W.A.S.P.
W.A.S.P. este o formație americană de muzică heavy metal, înființată în Los Angeles, California, în 1982, de solistul și chitaristul ritmic, inițial basist, Blackie Lawless. Inițial, a fost încadrată ca trupă de heavy metal, dar mai târziu a fost încadrată ca trupă shock rock.